# Viking (Band)
Viking ist eine US-amerikanische Thrash-Metal-Band aus Los Angeles, Kalifornien, die im Jahr 1986 unter dem Namen Tracer gegründet wurde, sich im gleichen Jahr in Viking umbenannte, im Jahr 1990 trennte und im Jahr 2011 wieder zusammenfand.

## Geschichte
Die Band wurde im Frühling 1985 von Ron Daniel (Künstlername: Ron Eriksen) gegründet, nachdem dieser vorher schon in einigen Punk-Bands gespielt hatte. Jedoch erschien ihm diese Musik zu langsam, sodass er mit Schlagzeuger Matt Jordan und Bassist James Lareau die Band Tracer gründete, die später in Viking umbenannt werden sollte. Daniel übernahm dabei die Rolle des Sängers und Gitarristen. Kurze Zeit später stieß noch Gitarrist Brett Sarachek (mit dem Künstlernamen Brett Eriksen) auf einer Anzeige hin zur Band. Zusammen spielten sie einige Stücke von Slayer ein. Im Jahr 1986 benannte sich die Band dann in Viking um.
Zusammen schrieben sie die ersten Lieder, die teilweise aus Material von den vorherigen Bands der Bandmitglieder bestanden. Auch folgten bereits die ersten kleineren Auftritte. Bereits nach ihrem zweiten Konzert, erreichte die Band einen Vertrag mit Metal Blade Records, der für die nächsten sechs Alben vorgesehen war. Die Band spielte zudem nun als Eröffnungsband für Megadeth, Forbidden und Sacred Reich. Zudem folgten auch erste eigene, größere Auftritte. Die Band veröffentlichte mit Do or Die und Man of Straw zwei Alben in den Jahren 1988 und 1989. Trotz des Vertrages mit Metal Blade über sechs Alben und einer anstehenden Tour mit Helstar durch die USA, verließ Ron Daniel die Band, da er zum christlichen Glauben gefunden hatte. Er verließ die Band im Jahr 1990, mit ihm ging auch Matt Jordan, welcher ebenfalls zum christlichen Glauben wechselte. Die Band löste sich noch im selben Jahr auf.
Brett Sarachek vertrat Gitarrist Jim Durkin (Dark Angel) bei einer Welttournee und trat der Band für einige Jahre bei. Im Jahr 2011 gründeten Ron Daniel und Matt Jordan die Band neu. Manager Glenn Rogers, Gründungsmitglied von Deliverance und Langzeitmitglied bei Hirax, trat der Band als Gitarrist bei.

## Stil
Die Texte der Band handeln von Kriegern, endlosem Krieg und Tod. Die Band spielt Thrash Metal, der als sehr intensiv beschrieben wird. Spielte die Band auf ihrem ersten Album noch einfachen, primitiven Thrash Metal, so veränderte sich dies komplett, sodass die Stücke auf dem zweiten Album weitaus komplexer ausfallen.

## Diskografie
- 1986: Do or Die (Demo, Eigenveröffentlichung)
- 1988: Do or Die (Album, Metal Blade Records)
- 1989: Man of Straw (Album, Metal Blade Records)
- 2015: No Child Left Behind (Album, Eigenveröffentlichung)